# Hollandiagebouw
Het Hollandiagebouw is een voormalig kantoorgebouw van het Vlaardingse melkfabriek Hollandia. Het pand is sinds 2003 een rijksmonument en jaarlijks op Open Monumentendag te bezichtigen. De er achter liggende fabriek werd in de jaren 1970 gesloopt.
Hoog in de gevel staan twee Latijnse spreuken: Labor improbus omnia vincit (Noest werk overwint alles) en Nil sine magno labore (Niets zonder grote inspanning).
Het gebouw staat aan de Oosthavenkade aan de Oude Haven van Vlaardingen. Het werd opgetrokken in een eclectische/neorenaissancestijl naar een ontwerp van architect Pleun van der Berg. Het kantoor kwam in twee fasen tot stand. De rechterhelft van het pand werd in 1897 gerealiseerd, in 1912 werd het uitgebreid met het linker- en middendeel. De gemeente Vlaardingen kocht het door Hollandia verlaten gebouw in 1975. Het jaar er op bij een brand een groot deel van het interieur verloren. Van 1977 tot 2014 waren de 'Vrije Academie Vlaardingen' en cultureel centrum 'Hollandia' er gevestigd. In 2017 werd het verkocht aan een projectontwikkelaar.
Na een jaren durende restauratie konden veertien eigenaren in 2022 hun appartement in het gebouw betrekken.